# آیفون ۱۳ پرو
آیفون ۱۳ پرو و آیفون ۱۳ پرو مکس تلفن‌های هوشمندی هستند که توسط شرکت اپل طراحی شده، توسعه یافته و به بازار عرضه شده‌اند. این تلفن‌های هوشمند نسل پانزدهم و پرچمدار از آیفون بوده و جانشین مدل‌های آیفون ۱۲ پرو و آیفون ۱۲ پرو مکس هستند. این دو مدل در ۱۴ سپتامبر ۲۰۲۱ در یکی از رویدادهای ویژهٔ اپل در اپل پارک واقع در کوپرتینو، کالیفرنیا همراه با دو مدل آیفون ۱۳ و آیفون ۱۳ مینی رونمایی شدند و ده روز بعد، در ۲۴ سپتامبر در دسترس قرار گرفتند.
از ارتقاهای عمدهٔ این گوشی نسبت به نسل قبلی می‌توان به بهبود عمر باتری، دوربین‌های بهبود یافته و عکاسی محاسباتی، فوکوس برای فیلمبرداری در یک «حالت سینمایی» جدید با وضوح ۱۰۸۰پی ۳۰ فریم بر ثانیه، ضبط ویدیوی ProRes، چیپست جدید ای۱۵ بایونیک و نمایشگر با نرخ نوسازی متغیر از ۱۰ تا ۱۲۰ هرتز که با نام ProMotion بازاریابی شده‌است اشاره نمود.

## تاریخچه
آیفون ۱۳ پرو و آیفون ۱۳ پرو مکس به‌طور رسمی در کنار نسل نهم آی‌پد، نسل ششم آی‌پد مینی، اپل واچ سری ۷ و آیفون ۱۳ و آیفون ۱۳ مینی در ۱۴ سپتامبر ۲۰۲۱ و در یکی از رویدادهای ویژهٔ اپل در اپل پارک واقع در کوپرتینو، کالیفرنیا معرفی شدند. پیش‌فروش این گوشی‌ها در ۱۷ سپتامبر ۲۰۲۱ ساعت ۵ صبح به زمان اقیانوس آرام آغاز شد. قیمت آیفون ۱۳ پرو و آیفون ۱۳ پرو مکس نسبت به نسل قبلی بدون تغییر مانده و ۹۹۹ دلار آمریکا برای مدل ۱۲۸ گیگابایت آیفون ۱۳ پرو و ۱۰۹۹ دلار آمریکا برای مدل ۱۲۸ گیگابایت آیفون ۱۳ پرو مکس است.

## طراحی

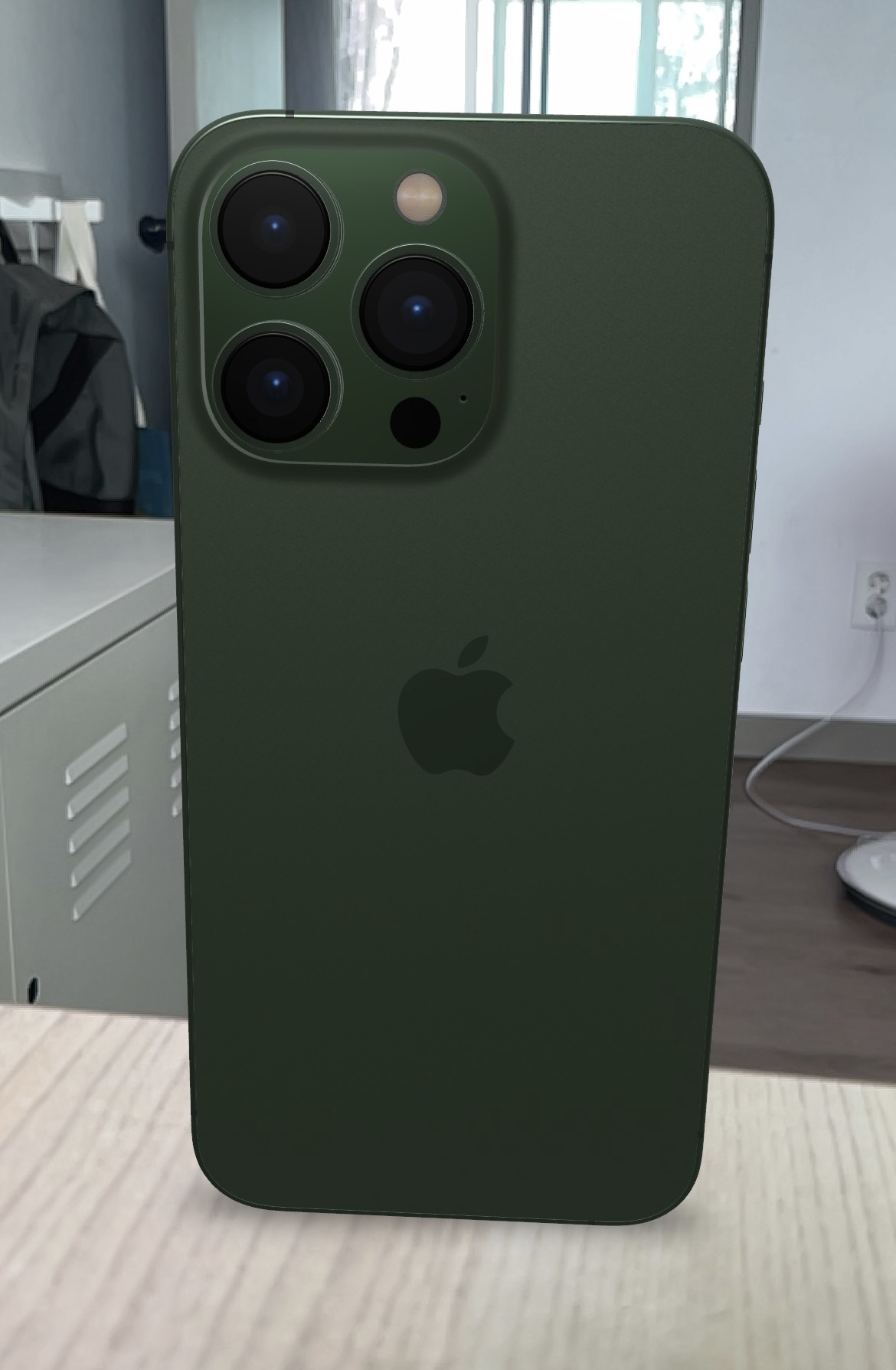
آیفون ۱۳ پرو در رنگ سبز آلپاین

طراحی آیفون ۱۳ پرو و آیفون ۱۳ پرو مکس تا حد زیادی شبیه به مدل‌های پیشین خود است و دارای یک شاسی تخت (مشابه محصولات اخیر اپل) است؛ با این حال ماژول دوربین عقب به دلیل لنزهای بزرگتر، اکنون منطقه بزرگ‌تری از پشت گوشی را به خود اختصاص داده‌است. محل قرارگیری فیس آی‌دی و دوربین سلفی یا «ناچ» بالای نمایشگر نیز در این نسل ۲۰ درصد نسبت به نسل قبلی کوچک‌تر شده‌است و در عین حال بلندتر از مدل‌های قبلی خود است.
آیفون ۱۳ پرو و ۱۳ پرو مکس با پنج رنگ نقره‌ای، گرافیت، طلایی، آبی سیر و سبز آلپاین عرضه می‌شود. آبی سیرا رنگ جدیدی است که جای رنگ آبی اقیانوس آرام را گرفته‌است.
در ۸ مارس ۲۰۲۲ و در رویداد ویژهٔ «Peek Performance» اپل، اپل از رنگ سبز آلپاین آیفون ۱۳ پرو رونمایی کرد. آیفون ۱۳ پرو با این رنگ در ۱۱ مارس ۲۰۲۲ پیش‌فروش و در ۱۸ مارس ۲۰۲۲ عرضه شد.
| رنگ | نام        |
| --- | ---------- |
|     | نقره‌ای     |
|     | گرافیت     |
|     | طلایی      |
|     | آبی سیر    |
|     | سبز آلپاین |

## مشخصات

### سخت‌افزار
آیفون ۱۳ پرو و پرو مکس از سیستم روی یک تراشه ای۱۵ بایونیک طراحی شده توسط اپل استفاده می‌کنند که دارای موتور پردازش عصبی ۱۶ هسته‌ای، واحد پردازش مرکزی (CPU) ۶ هسته‌ای (شامل ۲ هستهٔ پرقدرت و ۴ هستهٔ کم‌مصرف) و واحد پردازش گرافیک (GPU) ۵ هسته‌ای است. ای۱۵ بایونیک همچنین مجهز به نسل بعد پردازشگر تصویر است.
این دو گوشی از باندهای ۵جی بیشتری برای پشتیبانی از حاملان بیشتر، به ویژه در خارج از ایالات متحده استفاده می‌کنند.

#### نمایشگر
آیفون ۱۳ پرو دارای صفحه نمایش ۶٫۱ اینچی با وضوح ۱۱۷۰ در ۲۵۳۲ پیکسل و آیفون ۱۳ پرو مکس بزرگتر دارای صفحه نمایش ۶٫۷ اینچی با وضوح ۱۲۸۴ در ۲۷۷۸ پیکسل است. هر دو مدل دارای صفحه نمایش Super Retina XDR OLED با روشنایی دستی بهبود یافته تا ۱۰۰۰ نیت و حداکثر روشنایی تا ۱۲۰۰ نیت و برای اولین بار در یک آیفون، یک صفحه نمایش ProMotion با نرخ نوسازی متغیر ۱۰–۱۲۰ هرتز هستند که در افزایش طول عمر باتری نقش چشمگیری دارد.

#### باتری
اپل ادعا می‌کند که شارژدهی آیفون ۱۳ پرو ۱٫۵ ساعت و آیفون ۱۳ پرو مکس ۲٫۵ ساعت از نسل قبلی بیشتر است. ظرفیت باتری در ۱۳ پرو ۱۱٫۹۷ وات ساعت (۳۰۹۵ میلی‌آمپر ساعت) و در ۱۳ پرو مکس ۱۶٫۷۵ وات ساعت (۴۳۵۲ میلی‌آمپر ساعت) است. هر دو مدل توانایی شارژ لایتنینگ ۲۰ تا ۲۷ وات، شارژ چی ۷٫۵ وات و شارژ بی‌سیم مگ‌سیف ۱۵ وات را دارند.

#### دوربین
آیفون ۱۳ پرو دارای چهار دوربین است: یک دوربین جلو و سه دوربین در پشت شامل دوربین تله فوتو، عریض و فوق عریض. دوربین‌های پشتی همگی دارای سنسورهای بزرگ‌تری نسبت به آیفون ۱۲ پرو هستند که امکان جمع‌آوری نور بیشتری را فراهم می‌کنند. عریض و فوق عریض همچنین دارای دیافراگم بزرگ‌تری برای گرفتن نور بیشتر و افزایش عملکرد در نور کم هستند. دوربین فوق عریض نیز برای اولین بار دارای فوکوس خودکار است. تله ۷۷ میلی‌متری دیافراگم کمتری نسبت به ۱۲ پرو دارد، اما این مزیت را دارد که می‌تواند برای اولین بار از حالت شب استفاده کند. تله فوتو بزرگتر همچنین قابلیت زوم دیجیتال را تا ۱۵ برابر افزایش می‌دهد.
این دوربین‌ها از آخرین نسل موتور عکاسی محاسباتی اپل به نام Smart HDR 4 استفاده می‌کنند. Smart HDR 4 چهره‌های شناسایی شده در عکس‌ها را به‌طور جداگانه با استفاده از تنظیمات محلی پردازش می‌کند. کاربران همچنین می‌توانند از میان طیف وسیعی از سبک‌های عکاسی در طول عکاسی، از جمله کنتراست غنی، پر جنب و جوش، گرم و سرد انتخاب کنند. اپل توضیح می‌دهد که این عمل با فیلتر متفاوت است، زیرا به‌طور هوشمند با الگوریتم پردازش تصویر در حین ضبط کار می‌کند تا تنظیمات محلی را روی یک تصویر اعمال کند.
اپلیکیشن دوربین دارای حالت جدیدی به نام حالت سینمایی است که به کاربران امکان می‌دهد با استفاده از دستیار فیلم‌برداری، بین سوژه‌ها فوکوس کنند و عمق میدان کم ایجاد کنند. در دوربین‌های عریض، تله فوتو و جلو با کیفیت 1080p با سرعت ۳۰ فریم بر ثانیه پشتیبانی می‌شود. اپل همچنین در iOS 15.1 قابلیت ضبط در Apple ProRes 4K با سرعت ۳۰ فریم در ثانیه را برای مدل‌هایی با حداقل ۲۵۶ گیگابایت فضای ذخیره‌سازی اضافه کرده‌است، با این حال مدل‌های پایه با ۱۲۸ گیگابایت فضای ذخیره‌سازی محدود به ضبط ProRes در 1080p ۳۰ فریم در ثانیه خواهند بود.
این دوربین دارای یک حالت ماکرو است که می‌تواند تا فاصله ۲ سانتی‌متری از یک سوژه فوکوس کند. این دوربین از فوکوس خودکار دوربین فوق عریض استفاده می‌کند و زمانی که به اندازه کافی به سوژه نزدیک باشد به‌طور خودکار فعال می‌شود.

### نرم‌افزار
آیفون ۱۳ پرو و آیفون ۱۳ پرو مکس با آی‌اواس ۱۵ عرضه شدند.

## بازتاب‌ها
آیفون ۱۳ پرو و آیفون ۱۳ پرو مکس توسط بررسی‌کنندگان و روزنامه‌نگاران به دلیل بهبود قابل توجه آن در طول عمر باتری، دوربین بهبود یافته که بارها به عنوان بهترین دوربین در گوشی‌های هوشمند نامیده شده و اضافه شدن ProMotion تحسین شدند.